# Paris-Tours 1991
La 85e édition de Paris-Tours a eu lieu le 13 octobre 1991. Elle constitue la onzième épreuve de la Coupe du monde de cyclisme et est remportée par le Belge Johan Capiot de l'équipe TVM-Sanyo.

## Classement final
|    | Coureur           | Pays       | Équipe          |    | Temps           |
| -- | ----------------- | ---------- | --------------- | -- | --------------- |
| 1  | Johan Capiot      | Belgique   | TVM-Sanyo       | en | 7 h 26 min 48 s |
| 2  | Olaf Ludwig       | Allemagne  | Panasonic       |    | m.t.            |
| 3  | Nico Verhoeven    | Pays-Bas   | PDM-Concorde    |    | m.t.            |
| 4  | Adri van der Poel | Pays-Bas   | Tulip Computers |    | m.t.            |
| 5  | Rolf Sørensen     | Danemark   | Ariostea        |    | m.t.            |
| 6  | Peter Pieters     | Pays-Bas   | Tulip Computers |    | m.t.            |
| 7  | Laurent Jalabert  | France     | Toshiba         |    | m.t.            |
| 8  | Frankie Andreu    | États-Unis | Motorola        |    | m.t.            |
| 9  | Johan Museeuw     | Belgique   | Lotto           |    | m.t.            |
| 10 | Rudy Verdonck     | Belgique   | Weinmann        |    | m.t.            |